# Оксбридж
О́ксбридж (англ. Oxbridge) — Оксфордский и Кембриджский университеты, старейшие в Великобритании, важнейшие из «старинных университетов», использующие тьюториалы как основную форму обучения, в отличие от остальных британских университетов. Термин образован слиянием первого слога в слове Оксфорд и последнего слога в слове Кембридж. Впервые слово Оксбридж появилось в 1849 году в романе английского писателя-сатирика Уильяма Теккерея «Пенденнис (Pendennis)». К середине 50-х годов двадцатого века слово прочно вошло в лексикон англичан, и его стали употреблять даже в официальных источниках и печатных изданиях в разделах обзора систем образования.
Оксбридж, как имеющий длительную историю, обычно противопоставляется Университетам из красного кирпича — шести престижным университетам Англии, добившимся такого статуса в начале XX века.